# 赫尔松·托雷斯
赫尔松·托雷斯（西班牙語：Gerson Torres，1997年8月28日—），哥斯达黎加男子足球运动员，司职中场。他曾代表哥斯达黎加国家队参加2022年国际足联世界杯，结果队伍止步小组赛阶段。